# Raimon Obiols
José María Obiols Germà (Barcelona, 1940), más conocido como Raimon Obiols, es un político español que lideró el Partido de los Socialistas de Cataluña (PSC) entre 1983 y 1996. A lo largo de su carrera política, fue diputado en el Congreso de los Diputados (1977-1984), en el Parlamento de Cataluña (1984-1999) y en el Parlamento Europeo (1999-2014).

## Biografía
Nacido el 5 de agosto de 1940 en Barcelona, hijo del dibujante Josep Obiols, entró a militar en el Moviment Socialista de Catalunya (MSC) en 1957. Activo en el movimiento antifranquista desde su juventud, fue detenido en varias ocasiones como estudiante. Su alias en la clandestinidad fue el de Raimon, nombre por el que ha acabado siendo más conocido.
Se licenció en Ciencias Geológicas por la Universidad de Barcelona (UB), en cuya facultad de ciencias trabajó posteriormente como profesor desde 1964 hasta 1966. Fue uno de los docentes participantes en la llamada Capuchinada de marzo de 1966.
Trabajó en la Comisión Mixta de Coordinación Estadística (CMCE, organismo luego rebautizado como «Consorci d'Informació i Documentació de Catalunya»), donde fue coordinador de la subcomisión de medio ambiente creada en 1972. Entre 1974 y 1977 ejerció de profesor en la Facultad de Geografía e Historia de la UB.
Fue uno de los dirigentes de Convergència Socialista de Catalunya (CSC) y del Partido Socialista de Cataluña-Congreso, participando en la fundación del Partido de los Socialistas de Cataluña (PSCE) en 1978. Uno de sus principales líderes, fue elegido diputado por Barcelona en las elecciones generales de 1977, 1979 y 1982. 

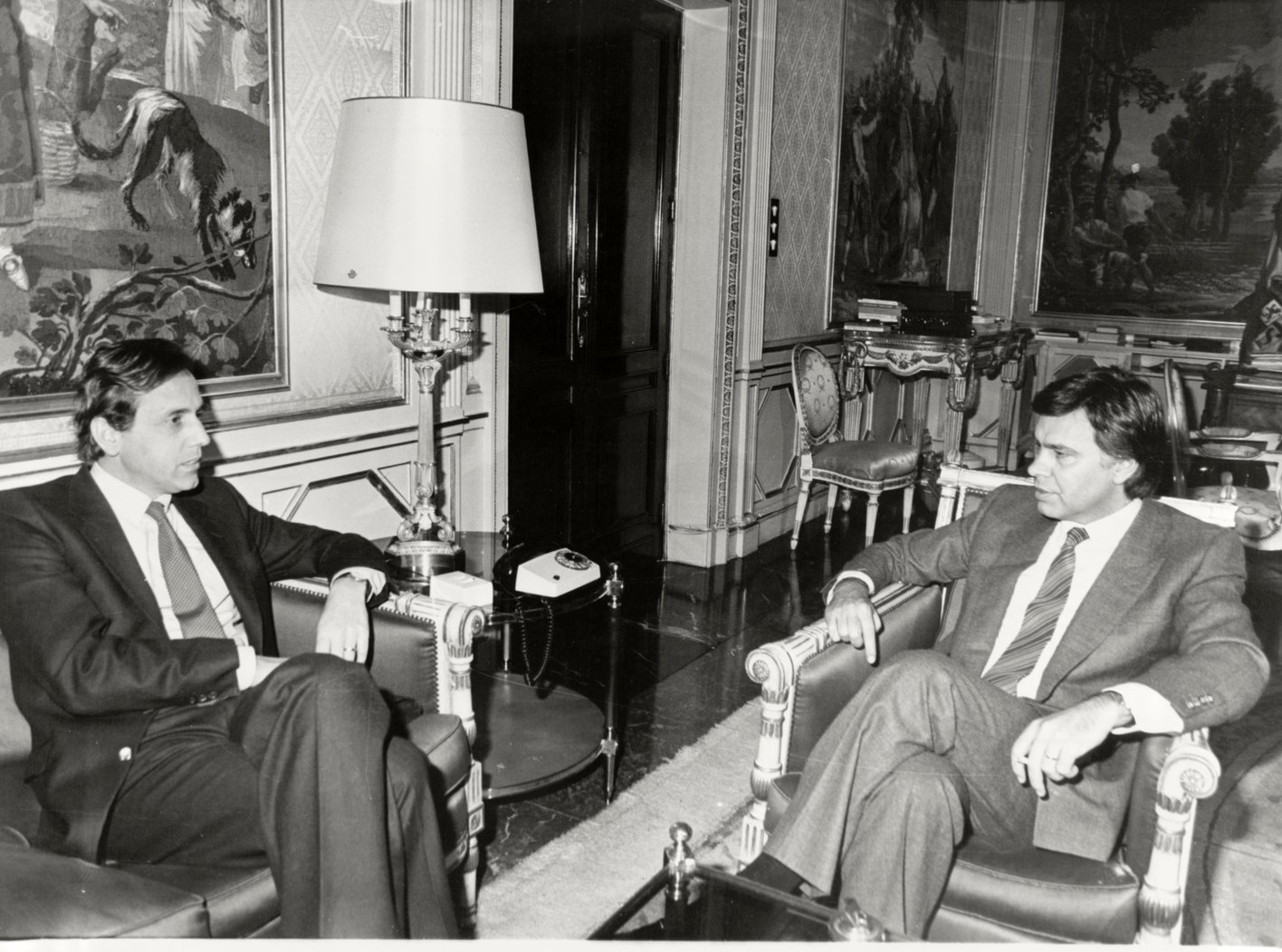
Recibido por Felipe González en La Moncloa en 1989

Entre 1983 y 1996 fue primer secretario del PSC. Ese año fue elegido su Presidente por el VIII Congreso, cargo que desempeñó hasta 2000. Fue también miembro de la Comisión Ejecutiva Federal y secretario de Relaciones Internacionales del Partido Socialista Obrero Español (PSOE). Desempeñó el cargo de diputado del Parlamento de Cataluña desde 1984, y fue elegido eurodiputado en 1999, 2004 y 2009. Se le considera adscrito al sector catalanista del PSC.
Fue firmante del manifiesto impulsado por el Grupo Spinelli que promueve una mayor integración europea.
También es autor de un libro, titulado Hereus del futur, donde pone de manifiesto la actitud de la Cataluña socialista durante el gobierno de Convergència i Unió en Cataluña.
Tras su salida de la Eurocámara en 2014, pasó a vivir a caballo entre Bruselas y Barcelona.
En octubre de 2018 fue impulsor, junto a —entre otros— Josep Maria Vallès, Joan Subirats, Joan Botella y Marina Subirats, de la fundación del grupo de intelectuales progresistas «Pròleg».

## Cargos desempeñados
- Diputado por Barcelona en el Congreso de los Diputados (1977-1984)
- Primer secretario del PSC (1983-1996)
- Diputado por Barcelona en el Parlamento de Cataluña (1984-1999)
- Presidente del PSC (1996-2000)
- Diputado del Parlamento Europeo (1999-2014)